# Carcariass
Carcariass ist eine französische Death-Metal-Band aus Besançon. Der  Name geht auf Carcharodon carcharias zurück, den lateinischen Namen des Weißen Hais.

## Geschichte
Die Gruppe wurde 1991 gegründet. Die Bandmitglieder sind Pascal Lanquetin (E-Gitarre), Raphaël Couturier (E-Bass und Gesang), Bertrand Simonin (Schlagzeug) sowie Jérôme Lachenal (E-Gitarre) und stammen aus Frankreich und der Schweiz.
Im August 1994 nahm die Band ihr erstes Demo Ancestral War auf. Durch dieses Demo erreichte die Band eine gewisse Bekanntheit und spielte auf verschiedenen Konzerten, hauptsächlich als Eröffnungsband für Sadist auf ihrer Tour im März 1995 in Frankreich.
1997 veröffentlichte die Band ihr erstes Album, Hell on Earth, das neun Songs enthält. 1998 veröffentlichten sie das zweite Album Sideral Torment über Impact Records. Es wurde in den Impuls Studios in Belgien aufgenommen. 2002 erschien das dritte Album Killing Process, das bei Adipocere Records veröffentlicht wurde. Es wurde im LB-LAB unter bei Leitung von Stephane Buriez nahe Lille aufgenommen.
Seit Januar 2004 spielten in der Band zwei Gitarristen, da Jérôme Lachenal der Band als zweiter Gitarrist beitrat. Die Gruppe spielte zahlreiche Konzerte in ganz Europa, zusammen mit Bands wie Cradle of Filth, Impaled Nazarene, Sadist und Alastis. Das vierte Album E-xtinction wurde im Juni 2009 bei Great Dane Records veröffentlicht. Eine Besonderheit des Albums ist, dass acht der zwölf Songs Instrumentals sind.

## Stil
Der Stil der Band wird als Technical Death Metal beschrieben, der sich einiger Gitarrenriffs aus dem Thrash Metal bedient. Zudem ist auch die hohe Geschwindigkeit des Schlagzeugs charakteristisch für die Band, ebenso wie die hervorgehobene Stellung des E-Basses, der auf dem Album durchgängig zu hören ist.

## Diskografie
- 1994: Ancrestral War (Demo)
- 1997: Hell on Earth
- 1998: Sideral Torment
- 2002: Killing Process
- 2009: E-xtinction
- 2019: Planet Chaos